# Straußfurt
Straußfurt est une commune allemande de Thuringe, située dans l'arrondissement de Sömmerda. Elle est le siège de la communauté d'administration de Straußfurt qui regroupe les sept communes de Gangloffsömmern, Henschleben, Schwerstedt, Straußfurt, Werningshausen et Wundersleben pour une superficie de 95,40 km2.

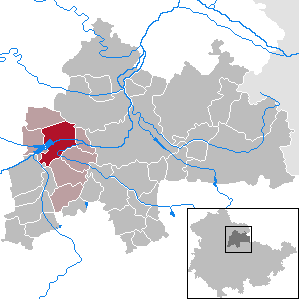
Situation de Straußfurt (en rouge) dans l'arrondissement de Sömmerda

## Jumelage
- Biberbach (Allemagne) depuis 1994 en Bavière, dans l'arrondissement d'Augsbourg.